# نتي توبين

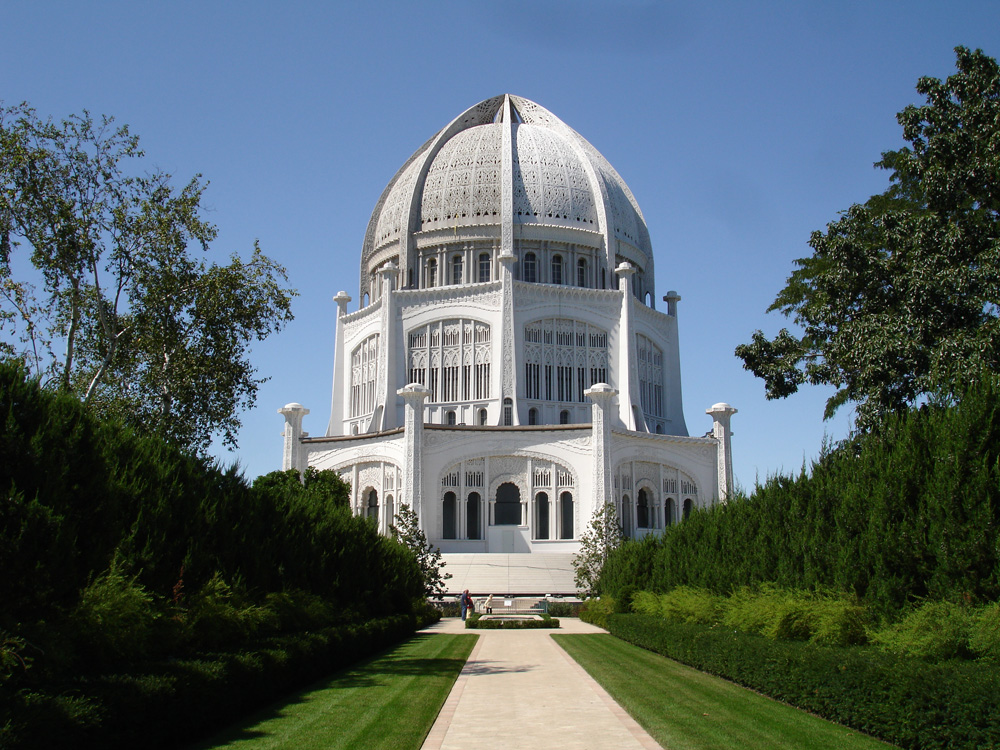
بيت العبادة البهائي، ويلميت، إلينوي.

إستر "نيتي" توبين (1863–1944) كانت خياطة تعيش في شيكاغو في أوائل القرن العشرين، وواحدة من أوائل أعضاء المجتمع البهائي في المدينة. عُرفت بتصرفها الرمزي والمؤثر الذي خلّد اسمها في تاريخ الدين البهائي في الولايات المتحدة.
رغبت نيتي في المشاركة في مشروع بناء أول بيت عبادة بهائي في الغرب، والذي كان من المقرر أن يُبنى في ويلميت، إلينوي. لم تكن تملك المال للتبرع، لكنها قرأت رسالة تشير إلى أن حتى "الحجر" قد يكون مساهمة ذات قيمة. استلهمت من ذلك وذهبت إلى موقع بناء قريب من منزلها في شيكاغو، وطلبت حجرًا من كومة الأحجار المرفوضة.
بمساعدة جيرانها وأصدقائها، حملت الحجر على الترام ثم على عربة حتى وصل إلى موقع بيت العبادة في ويلميت. وعندما حضر عبد البهاء إلى الولايات المتحدة عام 1912، استخدم هذا الحجر، المعروف لاحقًا باسم "حجر نيتي"، ليكون الحجر الرمزي لتكريس موقع بناء المعبد البهائي، وذلك في 1 آيار 1912.
ومن المثير أن الأحجار الأخرى التي أُرسلت لحفل التكريس لم تصل في الوقت المناسب، لذا أصبح "حجر نيتي" هو الوحيد المستخدم في المناسبة، وأصبح رمزًا للتفاني الصادق والإيمان البسيط. ورغم أنه لم يُستخدم فعليًا في البناء، إلا أن الحجر لا يزال معروضًا حتى اليوم في مركز الزوار التابع لبيت العبادة البهائي في ويلميت.
توفيت نيتي توبين في 31 آذار 1944 بعد صراع مع المرض دام أربع سنوات، وكانت أمًا لطفلين على الأقل.

## روابط خارجية
- تاريخ حجر الزاوية